# LOL (Basshunter-album)
A LOL (stilizáltan: LOL <(^^,)>) Basshunter ötödik, 2006. augusztus 28-án megjelent albuma.

## Dallista
| 1.  | Vi sitter i Ventrilo och spelar DotA                      |  | 2:30 |
| 2.  | Boten Anna                                                |  | 2:58 |
| 3.  | Strand Tylösand                                           |  | 2:50 |
| 4.  | 'Sverige                                                  |  | 3:47 |
| 5.  | Hallå där                                                 |  | 3:23 |
| 6.  | Mellan oss två                                            |  | 3:14 |
| 7.  | Var är jag                                                |  | 3:52 |
| 8.  | Utan stjärnorna                                           |  | 3:16 |
| 9.  | Festfolk (2006 Remix)                                     |  | 4:28 |
| 10. | Vifta med händerna (Basshunter Remix) (Patrik och Lillen) |  | 3:46 |
| 11. | Professional Party People                                 |  | 5:02 |
| 12. | I'm Your Basscreator                                      |  | 4:05 |

| 13. | Boten Anna (Instrumental)                               |  | 3:29 |
| 14. | Vi sitter i Ventrilo och spelar DotA (Extended Version) |  | 3:22 |

## Helyezések

### Albumlistás helyezések
| Lista (2006/2007/2008)                                | Legjobb helyezés |
| ----------------------------------------------------- | ---------------- |
| Ausztria (Ö3 Austria Top 40)                          | 12               |
| Dánia (Hitlisten Album Top 40)                        | 3                |
| Finnország (Musiikkituottajat Albumit Top 50)         | 4                |
| Franciaország (SNEP Album Top 100)                    | 51               |
| Hollandia (Dutch Charts Album Top 100)                | 66               |
| Norvégia (VG-lista Album Top 40)                      | 19               |
| Svédország (Sverigetopplistan Top 60 Albums)          | 5                |
| Egyesült Államok (Billboard, Dance/Electronic Albums) | 24               |

| Lista (2006)      | Helyezés |
| ----------------- | -------- |
| Dánia (Hitlisten) | 26       |

## Külső hivatkozások
- Hivatalos honlap